# Football Club Wiltz 71
Il Football Club Wiltz 71 è una società calcistica lussemburghese con sede nella città di Wiltz. Milita in Division Nationale, prima divisione del campionato lussemburghese di calcio.
È stato fondato nel 1971 dalla fusione dell'Union Sportive Niederwiltz e Gold a Ro'd Wiltz ai quali si è aggiunta l'Arminia Weidingennel nel 1976.
Nella stagione 2007-2008 si è classificata 12ª nella Division Nationale retrocedendo in Éirepromotioun dopo la sconfitta ai play-off contro l'F Sporting Steinfort per 2-0

## Palmarès

### Competizioni nazionali
- Éirepromotioun: 6

1981, 1986, 1990-1991, 1993-1994, 2001-2002, 2009-2010

### Altri piazzamenti
- Coppa del Lussemburgo:

Finalista: 2000-2001
Semifinalista: 2017-2018, 2024-2025
- Éirepromotioun:

Terzo posto: 2011-2012

## Organico

### Rosa 2022-2023
| N. |                                 | Ruolo | Calciatore          |
| -- | ------------------------------- | ----- | ------------------- |
|    | Belgio (bandiera)               | P     | Arnaud Fransquet    |
|    | Lussemburgo (bandiera)          | P     | Steve Colbach       |
|    | Lussemburgo (bandiera)          | P     | Christian Pauly     |
|    | Guinea (bandiera)               | D     | Moussa Bah          |
|    | Belgio (bandiera)               | D     | Gianni Buttazzoni   |
| 4  | Rep. Centrafricana (bandiera)   | D     | Peter Guinari       |
|    | Lussemburgo (bandiera)          | D     | Tom Kopecky         |
|    | Belgio (bandiera)               | D     | Guy Libambu         |
|    | Bosnia ed Erzegovina (bandiera) | D     | Sevad Mujkic        |
|    | RD del Congo (bandiera)         | D     | Blaise Ngoma-Muanda |
|    | Lussemburgo (bandiera)          | D     | Steve Schaack       |
|    | Belgio (bandiera)               | D     | Dimitri Wavreille   |
|    | Bosnia ed Erzegovina (bandiera) | C     | Anis Adrovic        |

| N. |                                 | Ruolo | Calciatore         |
| -- | ------------------------------- | ----- | ------------------ |
| 66 | Belgio (bandiera)               | C     | Kevin Caprasse     |
|    | Bosnia ed Erzegovina (bandiera) | C     | Luigi Vaccaro      |
| 9  | Belgio (bandiera)               | C     | Luca Napoleone     |
|    | Bosnia ed Erzegovina (bandiera) | C     | Mehmet Mujkic      |
| 7  | Lussemburgo (bandiera)          | C     | Chris Philipps     |
|    | Portogallo (bandiera)           | A     | Brun° Alves        |
|    | Portogallo (bandiera)           | A     | Fernando Barbosa   |
|    | Bosnia ed Erzegovina (bandiera) | A     | Vedad Duraku       |
|    | Belgio (bandiera)               | A     | Johan Grommen      |
|    | RD del Congo (bandiera)         | A     | Jiresse Makengo    |
|    | Francia (bandiera)              | A     | Gaëtan Massart     |
|    | Belgio (bandiera)               | A     | Fabrizio Rosamilla |

### Rose delle stagioni precedenti
- 2008-2009